# Mammoth Spring
Mammoth Spring est une ville du comté de Fulton dans l'Arkansas aux États-Unis. 

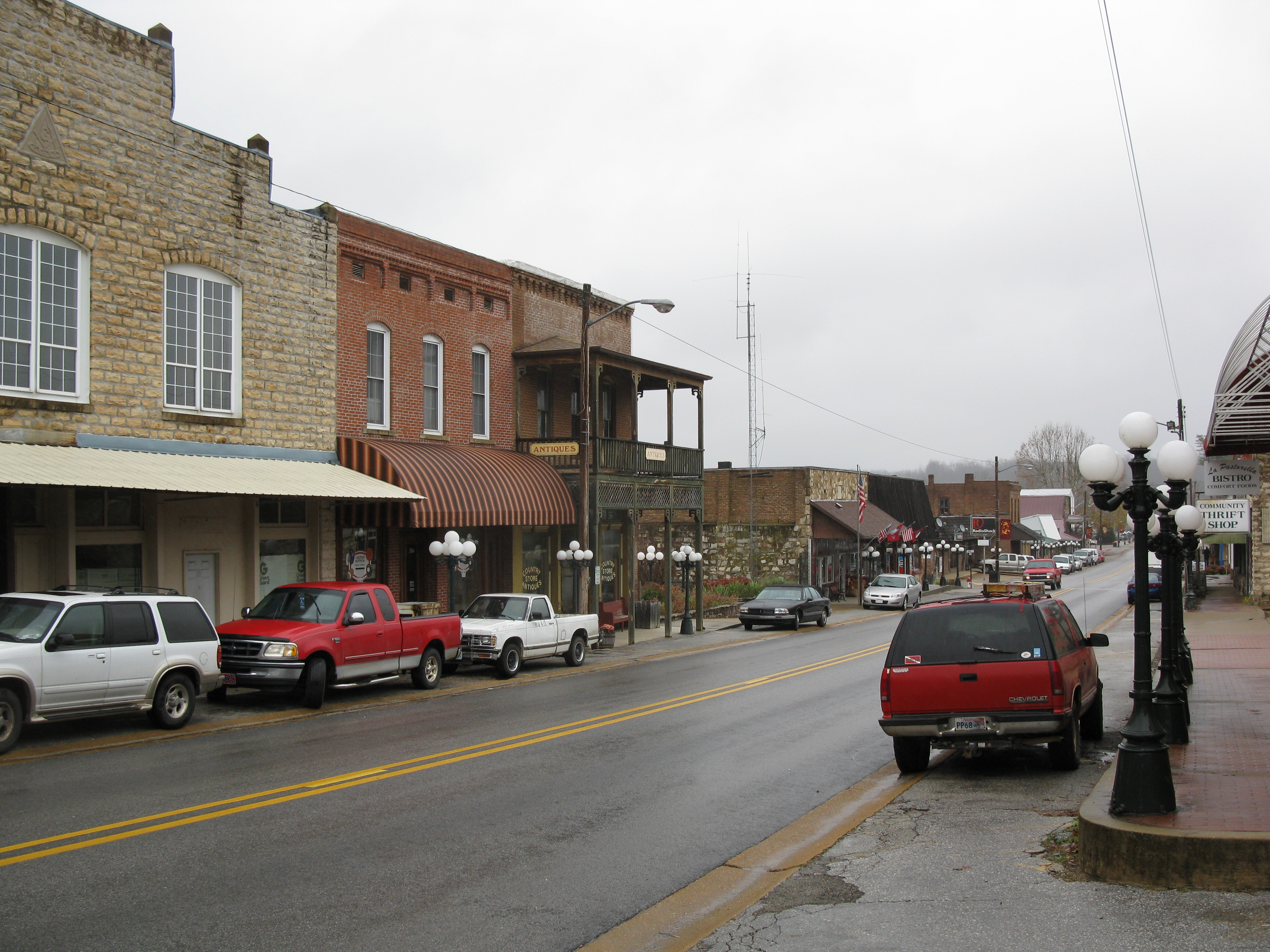
Mammoth Spring.

## Population et société

### Démographie
La population était 977 au recensement de 2010.
| 1900 | 1910 | 1920 | 1930 | 1940 | 1950 |
| ---- | ---- | ---- | ---- | ---- | ---- |
| 717  | 817  | 700  | 600  | 666  | 870  |

| 1960 | 1970  | 1980  | 1990  | 2000  | 2010 |
| ---- | ----- | ----- | ----- | ----- | ---- |
| 825  | 1 072 | 1 158 | 1 097 | 1 147 | 977  |